# Chop Shop (filme)
Chop Shop é um filme produzido nos Estados Unidos e lançado em 2007.